# Берлінгтон (Північна Кароліна)
Берлінгтон (англ. Burlington) — місто (англ. city) в США, в округах Аламанс і Ґілфорд штату Північна Кароліна. Населення — 57 303 особи (2020).

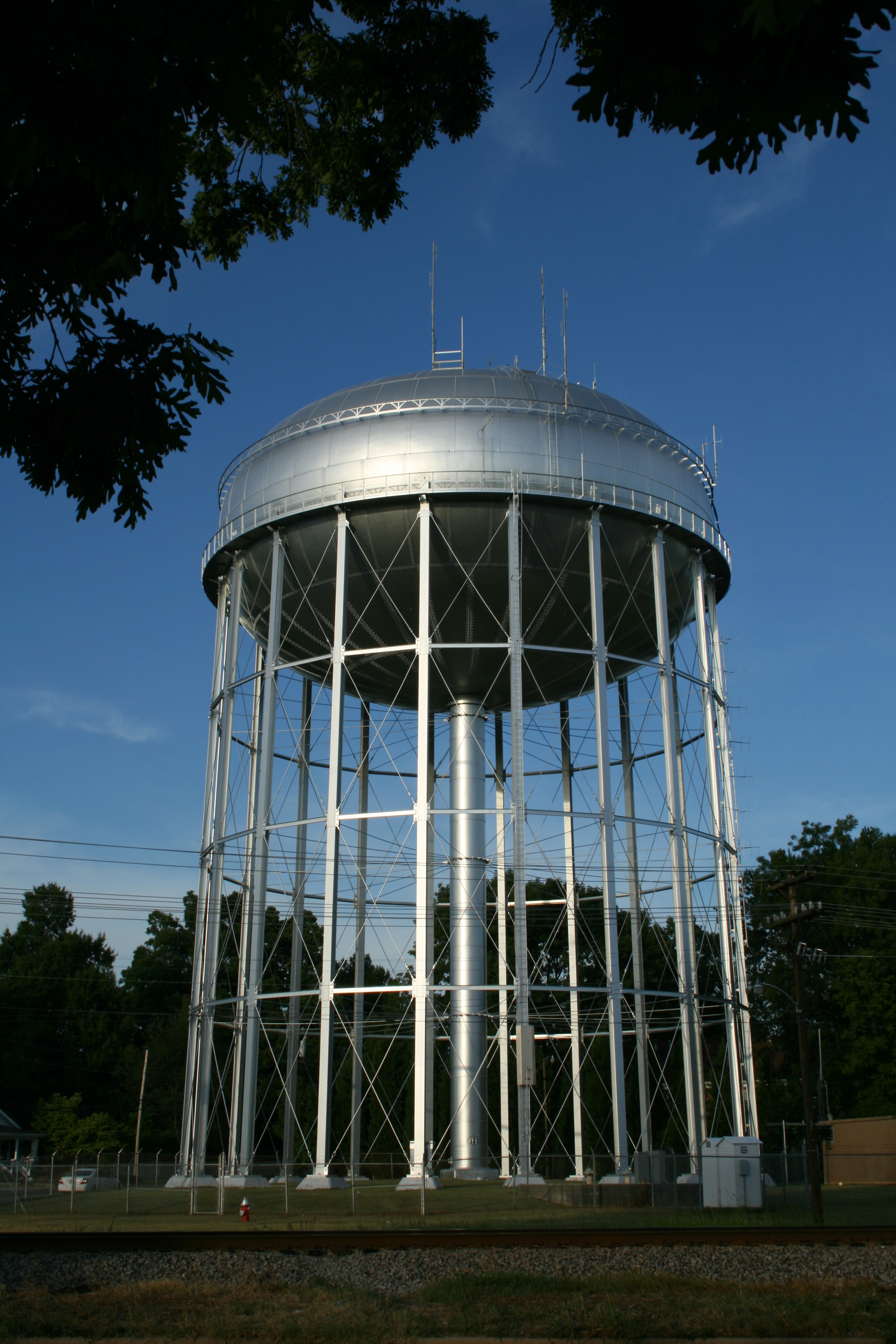
Водонапірна вежа

## Географія
Берлінгтон розташований за координатами 36°4′57″ пн. ш. 79°27′35″ зх. д. / 36.08250° пн. ш. 79.45972° зх. д. (36.082561, -79.459748).  За даними Бюро перепису населення США в 2010 році місто мало площу 65,72 км², з яких 65,19 км² — суходіл та 0,54 км² — водойми. В 2017 році площа становила 79,93 км², з яких 75,98 км² — суходіл та 3,95 км² — водойми.

### Клімат
| Клімат : Берлінгтон   | Клімат : Берлінгтон | Клімат : Берлінгтон | Клімат : Берлінгтон | Клімат : Берлінгтон | Клімат : Берлінгтон | Клімат : Берлінгтон | Клімат : Берлінгтон | Клімат : Берлінгтон | Клімат : Берлінгтон | Клімат : Берлінгтон | Клімат : Берлінгтон | Клімат : Берлінгтон | Клімат : Берлінгтон |
| Показник              | Січ.                | Лют.                | Бер.                | Квіт.               | Трав.               | Черв.               | Лип.                | Серп.               | Вер.                | Жовт.               | Лист.               | Груд.               | Рік                 |
| Середній максимум, °C | 9,4                 | 12,2                | 16,7                | 21,7                | 26,1                | 30,0                | 31,7                | 30,6                | 27,2                | 21,7                | 16,7                | 11,1                | 21,1                |
| Середній мінімум, °C  | −2,2                | −1,1                | 3,3                 | 7,8                 | 12,2                | 17,8                | 19,4                | 18,9                | 15,0                | 7,8                 | 2,8                 | −1,1                | 8,3                 |
| Норма опадів, мм      | 94                  | 94                  | 97                  | 91                  | 99                  | 97                  | 117                 | 124                 | 104                 | 94                  | 81                  | 81                  | 1171                |
| --------------------- | ------------------- | ------------------- | ------------------- | ------------------- | ------------------- | ------------------- | ------------------- | ------------------- | ------------------- | ------------------- | ------------------- | ------------------- | ------------------- |
| Джерело: Weatherbase  |                     |                     |                     |                     |                     |                     |                     |                     |                     |                     |                     |                     |                     |

## Демографія

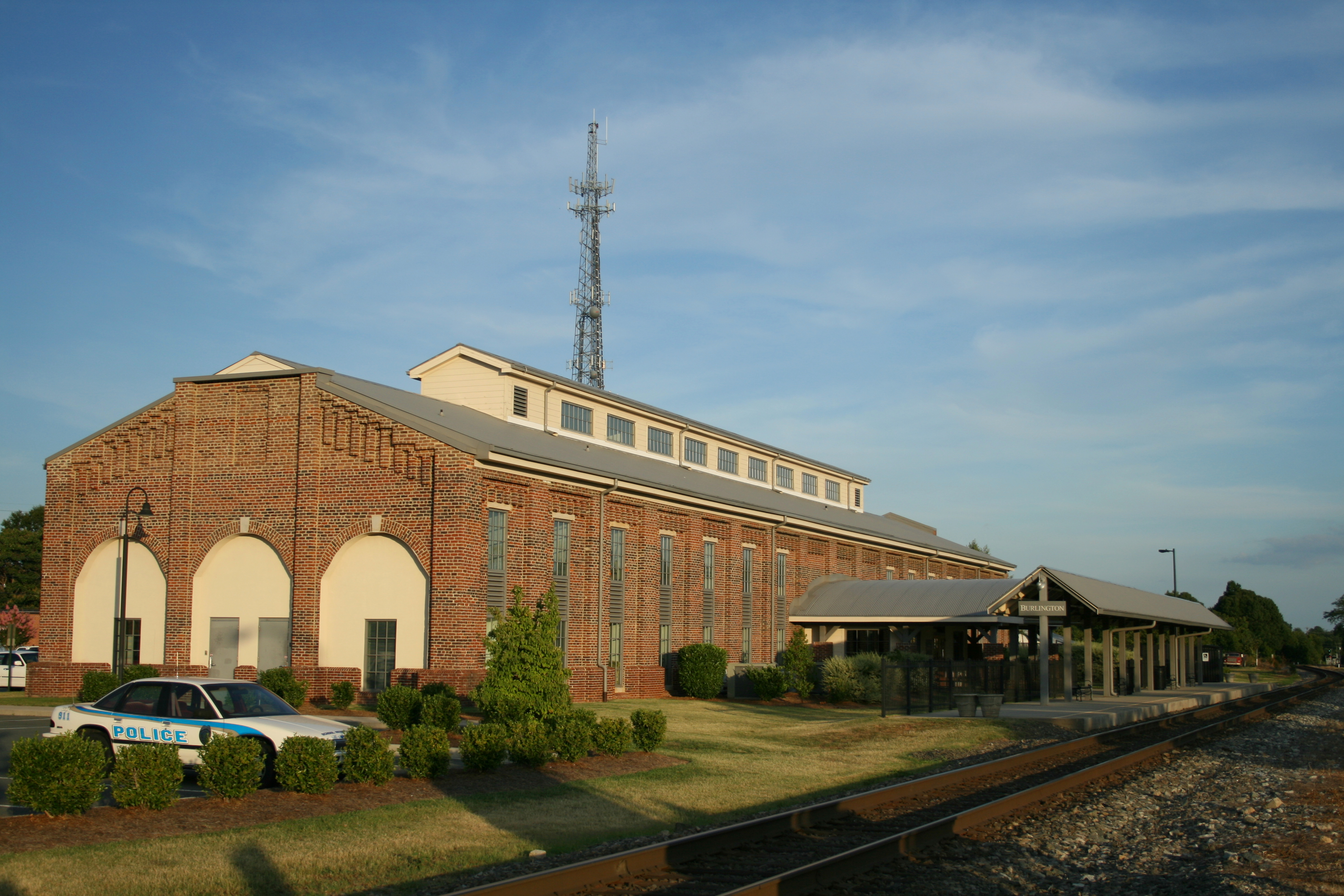
Залізничний вокзал

Згідно з переписом 2010 року, у місті мешкали 49 963 особи в 20 632 домогосподарствах у складі 12 679 родин. Густота населення становила 760 осіб/км².  Було 23414 помешкання (356/км²).
Расовий склад населення:
| - 57,6 % — білих - 28,0 % — чорних або афроамериканців - 2,1 % — азіатів - 0,7 % — корінних американців - 0,1 % — вихідців з тихоокеанських островів - 9,2 % — осіб інших рас |

До двох чи більше рас належало 2,4 %. Частка іспаномовних становила 16,0 % від усіх жителів.
За віковим діапазоном населення розподілялося таким чином: 24,2 % — особи молодші 18 років, 60,1 % — особи у віці 18—64 років, 15,7 % — особи у віці 65 років та старші. Медіана віку мешканця становила 38,3 року. На 100 осіб жіночої статі у місті припадало 88,0 чоловіків;  на 100 жінок у віці від 18 років та старших — 83,2 чоловіків також старших 18 років.
Середній дохід на одне домашнє господарство  становив 52 799 доларів США (медіана — 36 140), а середній дохід на одну сім'ю — 65 233 долари (медіана — 46 994). Медіана доходів становила 35 601 долар для чоловіків та 32 483 долари для жінок. За межею бідності перебувало 22,0 % осіб, у тому числі 36,6 % дітей у віці до 18 років та 11,6 % осіб у віці 65 років та старших.
Цивільне працевлаштоване населення становило 23 617 осіб. Основні галузі зайнятості: освіта, охорона здоров'я та соціальна допомога — 23,8 %, виробництво — 18,5 %, роздрібна торгівля — 12,7 %, мистецтво, розваги та відпочинок — 11,7 %.